# Станіславув (гміна Скаришев)
Станіславув (пол. Stanisławów) — село в Польщі, у гміні Скаришев Радомського повіту Мазовецького воєводства.
У 1975-1998 роках село належало до Радомського воєводства.